# Datos de los sentidos
La teoría de los datos de los sentidos (o datos sensoriales) es un punto de vista en la filosofía de la percepción, sostenido popularmente a principios del siglo XX por filósofos como Bertrand Russell, C. D. Broad, H. H. Price, A. J. Ayer y G. E. Moore. Los datos de los sentidos se consideran objetos dependientes de la mente cuya existencia y propiedades conocemos directamente en la percepción. Estos objetos son experiencias no analizadas dentro de la mente, que aparecen exactamente como son a las operaciones mentales posteriores más avanzadas. 
Los datos de los sentidos suelen situarse en una serie temporal y/o causal, de manera que ocurren después de la posible falta de fiabilidad de nuestros sistemas perceptivos, pero antes de la posibilidad de error durante el análisis conceptual de nivel superior y, por tanto, son incorregibles. Así pues, son distintos de los objetos "reales" del mundo exterior a la mente, sobre cuya existencia y propiedades a menudo podemos equivocarnos.
Desde entonces, el concepto de datos sensoriales ha sido reemplazado en gran medida por el de qualia, estrechamente relacionado con aquel. La formulación "lo dado" también está estrechamente relacionada. Ninguno de estos términos tiene una definición única coherente y ampliamente consensuada, por lo que sus relaciones exactas no están claras. Uno de los aspectos más problemáticos de las teorías del siglo XX sobre los datos sensoriales es su naturaleza de rúbrica poco clara .

## Ejemplos
Bertrand Russell comentó sobre cómo escuchaba el sonido de sus nudillos golpeando su escritorio, sintiendo la dureza de la mesa y viendo que su color aparente (que él sabía que 'realmente' era del marrón de la madera) cambiaba significativamente bajo cambiantes condiciones de iluminación. 
H. H. Price encontraba que aunque podía dudar de la presencia de un tomate ante sí, no podía dudar de la existencia de su dato sensorial sobre algo rojo, redondo y "algo abultado" y de su conciencia acerca de tal dato sensorial.
Cuando hacemos girar una moneda, se nos 'aparece' elíptica. Esta "apariencia" elíptica no puede ser idéntica a la moneda (en tanto la moneda es perfectamente redonda) y, por lo tanto, es un dato sensorial, que de alguna manera representa para nosotros la moneda redonda.
Considérese un reflejo que se nos aparece en un espejo. No existe nada que se corresponda con el reflejo en el mundo externo a la mente (pues nuestro reflejo se nos aparece como la imagen de un ser humano aparentemente localizado dentro de una pared o de un armario). La apariencia es, por tanto, un objeto mental, un dato sensorial.

## La naturaleza de los datos sensoriales
La idea de que nuestras percepciones se basan en datos sensoriales es respaldada por varios argumentos. Al primero se le conoce popularmente como el argumento de ilusión. A partir de una experiencia subjetiva de estar percibiendo algo, es teóricamente imposible distinguir entre la percepción de algo que existe independientemente de uno mismo y una alucinación o espejismo. En consecuencia, no tenemos acceso directo alguno al mundo exterior que nos permita distinguirlo de manera fiable de una ilusión que causó experiencias idénticas. En tanto (sigue el argumento) debemos tener acceso directo a alguna entidad experiencial específica para tener los perceptos que tenemos, y en tanto esta entidad no es idéntica al objeto real mismo, debe haber alguna clase de entidad mental interna correlacionada de alguna manera con el mundo real, sobre el que luego tenemos percepciones, emitimos juicios, etc. Tal entidad correspondería a un dato sensorial.

## Datos sensoriales abstractos
Los datos sensoriales abstractos son datos sensoriales sin juicio humano, datos sensoriales sin concepción humana y, con todo, evidentes para los sentidos, que se encuentran en la experiencia estética. Esto en oposición a los datos sensoriales imaginarios que se parecen más a una cuasi sustancia y no existen realmente; Los datos sensoriales imaginarios son datos sensoriales abstractos tal como se presentan desde los sentidos estetizados a la conciencia; en otras palabras, imaginación, poder de la razón y estados subjetivos internos de autoconciencia entre los que se encuentran la emoción, la autorreflexión, el ego y la teoría. La teoría de los datos sensoriales abstractos e imaginarios opera sobre la definición tácita de la imaginación como "un poder que media entre los sentidos y la razón en virtud de representar objetos perceptivos sin su presencia". Los datos sensoriales imaginarios son "imaginarios" según el análisis de Immanuel Kant, respecto a que la imaginación es la facultad primaria de la mente capaz de sintetizar la información de los sentidos en un mundo de objetos. : 169  Los datos sensoriales abstractos e imaginarios son fundamentales para comprender la relación entre el arte abstracto y la mente consciente e inconsciente.

## Críticas
Las teorías de los datos sensoriales han sido criticadas por filósofos como J. L. Austin y Wilfrid Sellars (este último más notablemente con su formulación del famoso argumento "El mito de lo dado"), y de manera más reciente por Kevin O'Regan, Alva Noë y Daniel Dennett. Es posible que gran parte de las primeras críticas haya surgido de una afirmación sobre los datos sensoriales que sostuvieron filósofos como A. J. Ayer, en el sentido de que los datos sensoriales realmente tienen las propiedades que parecen tener. Así, según esta perspectiva sobre los datos sensoriales, los datos sensoriales que son responsables de la experiencia de un tomate rojo realmente "son rojos".
Esto puede parecer inverosímil, en tanto no hay nada rojo en el cerebro que actúe como dato sensorial. Sin embargo, es perfectamente consistente, en el sentido de que los datos "son rojos" cuando se experimentan directamente, incluso si los procesos físicos de percepción no parezcan rojos si se experimentan de forma artificiosa e inapropiadamente indirecta, como por ejemplo examinando con instrumentos científicos el cerebro de quien experimenta.
Según algunas teorías, el tomate en sí mismo no es rojo excepto a los ojos de un ser que ve rojo. De esta manera, cuando se dice que un estado neural es 'rojo' o no sin referir el juicio de la "rojeza" al dueño de las neuronas en cuestión, existe el supuesto de que las cosas pueden tener apariencias innatas sin referencia a quienes las perciben, lo cual es negado de manera implícita por la teoría de los datos sensoriales. Así, la crítica de que los datos sensoriales no pueden ser realmente rojos se hace desde una posición de presuposición inconsistente con una teoría de los datos sensoriales, por lo que está destinada a hacer que la teoría parezca errónea. La oposición más reciente a la existencia de datos sensoriales parece ser simplemente una regresión al realismo ingenuo.
Al objetivar y externalizar parcialmente las experiencias básicas del mundo de un sujeto como 'datos sensoriales', planteando su necesidad para la percepción y pensamiento de orden superior e instalándolos de forma permanente entre el sujeto que percibe y el 'mundo real', las teorías de los datos sensoriales tienden al solipsismo. Los intentos de reparar esto deben evitar tanto el oscurantismo como la excesiva dependencia en la psicología (y, por lo tanto, el empirismo y, potencialmente, la circularidad).